# Federico Santander Ruiz-Giménez
Federico Santander Ruiz-Giménez, a veces escrito Ruiz-Jiménez (Madrid, 14 de abril de 1883 – Paracuellos del Jarama, 2 de diciembre de 1936) fue abogado y profesor de Derecho. También fue escritor y periodista. Alcalde de Valladolid entre 1920 y 1922, fue fusilado durante la Guerra civil española.

## Biografía
Hijo Ismael Santander, médico, y de su esposa, Rosa Ruiz-Giménez, marchó a vivir a Valladolid a los tres años.

## Trayectoria
Abogado desde los 24 años, se inicia también en el periodismo, colaborando con el Diario Regional de Valladolid, de ideología tradicionalista. Más adelante, se incorpora a la redacción de El Norte de Castilla. Allí dirigirá el suplemento dominical ‘Castilla’, al que da un aire literario. Participó también en política, afiliándose al partido liberal y trabando amistad con uno de sus líderes, Santiago Alba.
Presidió el Ateneo de Valladolid y fue alcalde de la ciudad vallisoletana en dos ocasiones (1919-1922 y 1930-1931).
Al final de su vida, pasó a residir a Madrid, y fue miembro activo del Rotary Club.
En 1934, es comparado con Federico García Sanchiz, pues fue también conferenciante y charlista.

## Obras
- Epistolario, Madrid, Biblioteca Patria, 1903.
- El regalo de la mentira, Madrid, Biblioteca Patria, 1903.
- ¡Por la moda!, Madrid, Biblioteca Patria, 1903.
- La casa de Balsaín, Madrid, Biblioteca Patria, 1904-1905.
- ¡Por el nombre!, Madrid, Biblioteca Patria, 1906.
- Alma Mater, Madrid, Biblioteca Patria, 1907.
- Organización política de España (la teoría y la práctica), Valladolid, Tipografía Colegio Santiago, 1908.
- Por Francia y por Suiza. Apuntes de viaje, Madrid, Biblioteca Patria, 1912.
- Los católicos y la política. Conferencia, Valladolid, Imprenta Viuda Montero, 1913.
- Comentarios a “La Malquerida”. Conferencia, Valladolid, Imprenta Viuda Montero, 1914.
- El collar de estrellas y la crítica. Conferencia, Valladolid, Imprenta Viuda Montero, 1915.
- Charlas, 1916.
- Las enfermedades del patriotismo, 1920.
- Las enfermedades del patriotismo. Discurso, Valladolid, Imprenta Castellana, 1923.
- El funcionarismo, Valladolid, Imprenta Castellana, 1924.
- Guía espiritual de Castilla, Valladolid, Junta de Castilla y León, 1999.